# Hufiec Harcerzy w Wałbrzychu
Hufiec Harcerzy w Wałbrzychu – historyczna jednostka terenowa Związku Harcerstwa Polskiego obejmująca swym zasięgiem miasto Wałbrzych.

## Historia
Hufiec rozpoczął swoją działalność, gdy Alojzy Ciasnocha otrzymał w październiku 1945 roku pełnomocnictwo z Komendy Chorągwi Dolnośląskiej do tworzenia hufca harcerzy w Wałbrzychu. Oficjalnie hufiec utworzono 16 listopada 1945 r.
W skład pierwszej komendy weszli: A. Ciasnocha (hufcowy), Leszek Juniszewski, hm. Julian Karpała, Franciszek Jędrzejczak, Jaworski, phm. Brunon Damski, H.R. Walter Siekierzyński, Mieczysław Pawlusiński, phm. Zbigniew Wesołowski, Marian Leszczyński, Witold Łożykowski.
Początkową siedzibą hufca było mieszkanie A. Ciasnochy na ulicy Asnyka 2/1.
21 maja 1946 roku do Wałbrzycha przybyła pierwsza grupa repatriantów z Francji i Belgii, którzy działając w tamtejszym ZHP, zasilili szeregi hufca.
W 1946 roku działały drużyny harcerskie w Bożej Górze (Boguszów), Dolinie (Stare Bogaczowice), Łokietku (Walim), Frydlandzie (Mieroszów), Młotach (Kuźnice Świdnickie).
Łącznie hufiec liczył ok. 500 członków i był jednym z najliczniejszych i najlepiej pracujących na Dolnym Śląsku.
22 czerwca 1946 roku reprezentacja hufca wzięła udział w Zlocie Chorągwi Dolnośląskiej we Wrocławiu, a w wakacje zorganizowała pierwsze dwa obozy nad zalewem w Zagórzu Śląskim; na jednym z nich prowadzony był kurs drużynowych.
Największym problemem hufca w 1946 roku był brak kadry instruktorskiej i brak drużyn zuchowych.
W 1947 roku przeprowadzono kilka kursów: kurs zastępowych, kurs języka esperanto, wyższy kurs sanitarny
Do osiągnięć hufca tego okresu zaliczyć trzeba przede wszystkim wydawanie pisma „Czuwajka Wałbrzyska”, przekształconego później w „Czuwajkę Dolnośląską”.
W 10 maja 1947 roku Hufiec Harcerzy został podzielony na dwa: Hufiec Wałbrzych-Miasto, którego komendantem został phm. Edward Wardęga, którego wkrótce zmienił  Wiesław Romanowski, a następnie W. Siekierzyński i Hufiec Wałbrzych-Powiat, którym kierował phm. Edward Dworznikowski, a następnie Zbigniew Wesołowski, a po jego wyjeździe do Wrocławia hufiec objął phm. Edward Drzewnikowski(Uwaga: być może Edward Dworznikowski i Edward Drzewnikowski to jedna i ta sama osoba). Komendantem Hufców Wałbrzyskich został Walter Siekierzyński, a wkrótce Alojzy Ciasnocha, który funkcję pełnił do grudnia 1947. 1 października 1948 r. oba hufce połączono i utworzono jeden. Komendantem został mianowany phm. Ryszard Zygmunt, który pełnił funkcję do 1 kwietnia 1949 r., a po nim do stycznia 1951 hufcem kierował Mieczysław Kowalczyk.

## Działalność harcerska hufca
- pilnowanie obiektów sanatoryjnych w Szczawnie Zdroju
- zbiórka złomu
- organizacja biblioteki
- zbiórka używanych podręczników
- zajęcia dla sierot po powstańcach warszawskich